# Дар аль-ислам (журнал)

Обложка журнала 2015 года, надпись «Пусть Аллах проклянёт Францию»

«Дар аль-ислам» (фр. Dar al-Islam от араб. دار الإسلام‎ — «территория ислама») — общественно-политический и религиозный журнал Исламского государства, выпускаемый в интернете на французском языке. Журнал излагает концепцию и методы Исламского государства, а также привлекает франкоговорящих сторонников. Издаётся медиа-подразделением «Al-Hayat Media Center» в рамках пропаганды ИГ. Статьи обычно не подписаны, часть написана изначально на французском, часть является переводами из других источников (в том числе из англоязычного журнала «Дабик»).
На его страницах публикуются обращения к мусульманам Франции (с призывами эмигрировать в ИГ и присоединяться к джихаду, бороться с врагами ислама и укреплять халифат), угрозы в адрес Франции и врагов ИГ, к которым причислены «кафиры», «крестоносцы», иудеи и их союзники. Франция в журнале называется государством «нечестивых крестоносцев», которое всегда вело войну против ислама, проникнуто иррациональной ненавистью к мусульманам, с аморальным обществом. Таким образом, по мнению журнала, атаки против Франции и «безбожников» являются оправданными и представляют собой самозащиту.
Журнал оправдывает теракты, называя их законными и желательными действиями, а смертников — героями и мучениками: «У нас нет самолётов, чтобы бомбить вас, как вы бомбите нас. У нас есть люди, которые любят смерть так, как вы любите жизнь. Когда они жертвуют собой ради своей религии, своих братьев и сестёр, мы скорбим по ним, зная, что теперь они в раю со своим Богом».
В одном из номеров приводится интервью бойца ИГ (воевавшего в Тунисе и отсидевшего во французской тюрьме), который призывает мусульман Франции разрушать французское государство изнутри и убивать неверующих. Французским «кафирам» он обещает, что скоро исламское знамя будет развеваться над Елисейским дворцом, а их жён и детей будут продавать на рынках Исламского государства.
Журнал опубликовал интервью Хаят Бумедьен, супруги Амеди Кулибали, который устроил захват заложников в Париже в начале 2015 года.